# Associazione Calcio Conegliano 1979-1980
Questa voce raccoglie le informazioni riguardanti l'Associazione Calcio Conegliano nelle competizioni ufficiali della stagione 1979-1980.

## Rosa
| N. |                   | Ruolo | Calciatore          |
| -- | ----------------- | ----- | ------------------- |
|    | Italia (bandiera) | C     | Marco Billia        |
|    | Italia (bandiera) | C     | Mauro Boccafresca   |
|    | Italia (bandiera) | D     | Maurizio Costantini |
|    | Italia (bandiera) | P     | Giuseppe Fongaro    |
|    | Italia (bandiera) | C     | Tito Franzolin      |
|    | Italia (bandiera) | D     | Manuel Gerolin      |
|    | Italia (bandiera) | C     | Francesco Giurati   |
|    | Italia (bandiera) | A     | Gianni Inferrera    |
|    | Italia (bandiera) | A     | Maurilio Lucchetta  |
|    | Italia (bandiera) | P     | Renato Lucchetta    |
|    | Italia (bandiera) | P     | Sigfrido Marcatti   |

| N. |                   | Ruolo | Calciatore          |
| -- | ----------------- | ----- | ------------------- |
|    | Italia (bandiera) | C     | Giorgio Papais      |
|    | Italia (bandiera) | A     | Loris Pradella      |
|    | Italia (bandiera) | C     | Luciano Savian      |
|    | Italia (bandiera) | D     | Claudio Segat       |
|    | Italia (bandiera) | C     | Francesco Spigariol |
|    | Italia (bandiera) | C     | Stefano Strappa     |
|    | Italia (bandiera) | A     | Massimo Villanova   |
|    | Italia (bandiera) | D     | Lorenzo Visentin    |
|    | Italia (bandiera) | D     | Tiziano Vivan       |
|    | Italia (bandiera) | P     | Loris Zancai        |